# Museu Arqueológico de Cherchell
Museu Arqueológico de Cherchell é um museu arqueológico localizado no centro da cidade portuária de Cherchell, na província de Tipaza, na Argélia.

## Caracterísicas

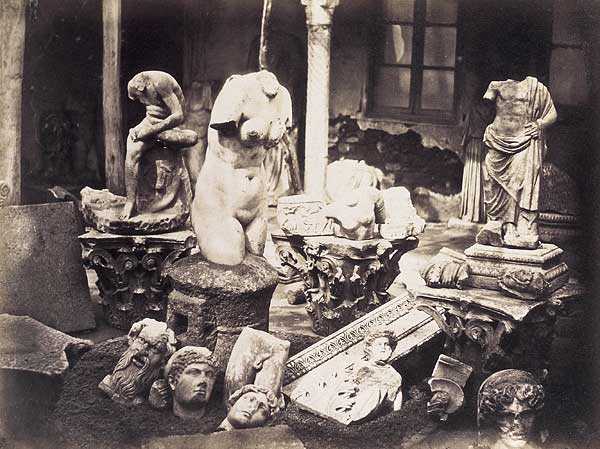
Fragmentos encontrados durante pesquisas arqueológicas, por volta de 1856

O Museu de Cherchell abriga o que é amplamente considerado um dos melhores exemplos de antiguidades romanas e gregas no continente africano. Cherchell foi chamada de Cesareia na Mauritânia durante o Império Romano e foi a rica capital da romana Mauritânia Cesariense. Muitos artefatos desses vários períodos da história anterior da cidade foram descobertos por arqueólogos, muitos dos quais estão em exibição no Museu Arqueológico de Cherchell.
As exposições incluem obras de ourives bizantinos, como pateras ricamente decoradas (recipientes usados para beber), bem como mosaicos elaborados com detalhes. Foi durante o reinado romano sobre a Mauritânia em 25 a.C., sob a liderança de Juba II, que um teatro, uma biblioteca e outros edifícios foram instalados em Cherchell (Cesaréia).
Juba II também reuniu uma coleção impressionante de obras de arte, especialmente esculturas de mármore, algumas das quais foram parar em museus em outras partes do mundo, mas excelentes exemplos podem ser encontrados no Museu de Cherchell, junto com uma escultura da cabeça de sua esposa, Cleópatra Selene II. Ruínas parciais do teatro romano, dos banhos romanos e da basílica civil são encontradas nos arredores da cidade.

## Ligações xternas
- «Sítio oficial» (em inglês e francês)